# Лорсон, Герхард
Герхард Лорсон (нем. Gerhard Lorson, 1919 — 1992) — немецкий шахматист, национальный мастер.
Двукратный чемпион Саара в годы его независимости (с 1947 по 1956 гг.).
В составе сборной Саара участник трех шахматных олимпиад (1952, 1954 и 1956 гг.). На олимпиаде 1952 г. выступал на 1-й доске. Также в составе сборной участвовал в матче с командой Швейцарии (1955 г.).
В 1953 г. участвовал в чемпионате Германии.

## Спортивные результаты
| Год  | Город     | Соревнование                                        | + | − | = | Результат | Место |
| ---- | --------- | --------------------------------------------------- | - | - | - | --------- | ----- |
| 1952 | Хельсинки | X Олимпиада (сборная Саара, 1-я доска)              | 3 | 9 | 0 | 3 из 12   |       |
| 1953 | Лейпциг   | Чемпионат Германии                                  | 3 | 5 | 5 | 5½ из 13  | 21—23 |
| 1954 | Амстердам | XI Олимпиада (сборная Саара, 2-я доска)             | 3 | 8 | 7 | 6½ из 18  |       |
| 1955 | Цюрих     | Матч Швейцария — Саар (2-я доска, против Г. Ионера) | 0 | 1 | 0 | 0 из 1    |       |
| 1956 | Москва    | XII Олимпиада (сборная Саара, 2-я доска)            | 4 | 5 | 6 | 7 из 15   |       |